# Haus Schmieder
Haus Schmieder ist eines der Winzerhäuser der Lößnitz, es steht im Augustusweg 76 im Stadtteil Oberlößnitz der sächsischen Stadt Radebeul, innerhalb des Denkmalschutzgebiets Historische Weinberglandschaft Radebeul  und im Landschaftsschutzgebiet Lößnitz. Es gehörte vor 1790 der Familie Schmieder, nach der es benannt ist.

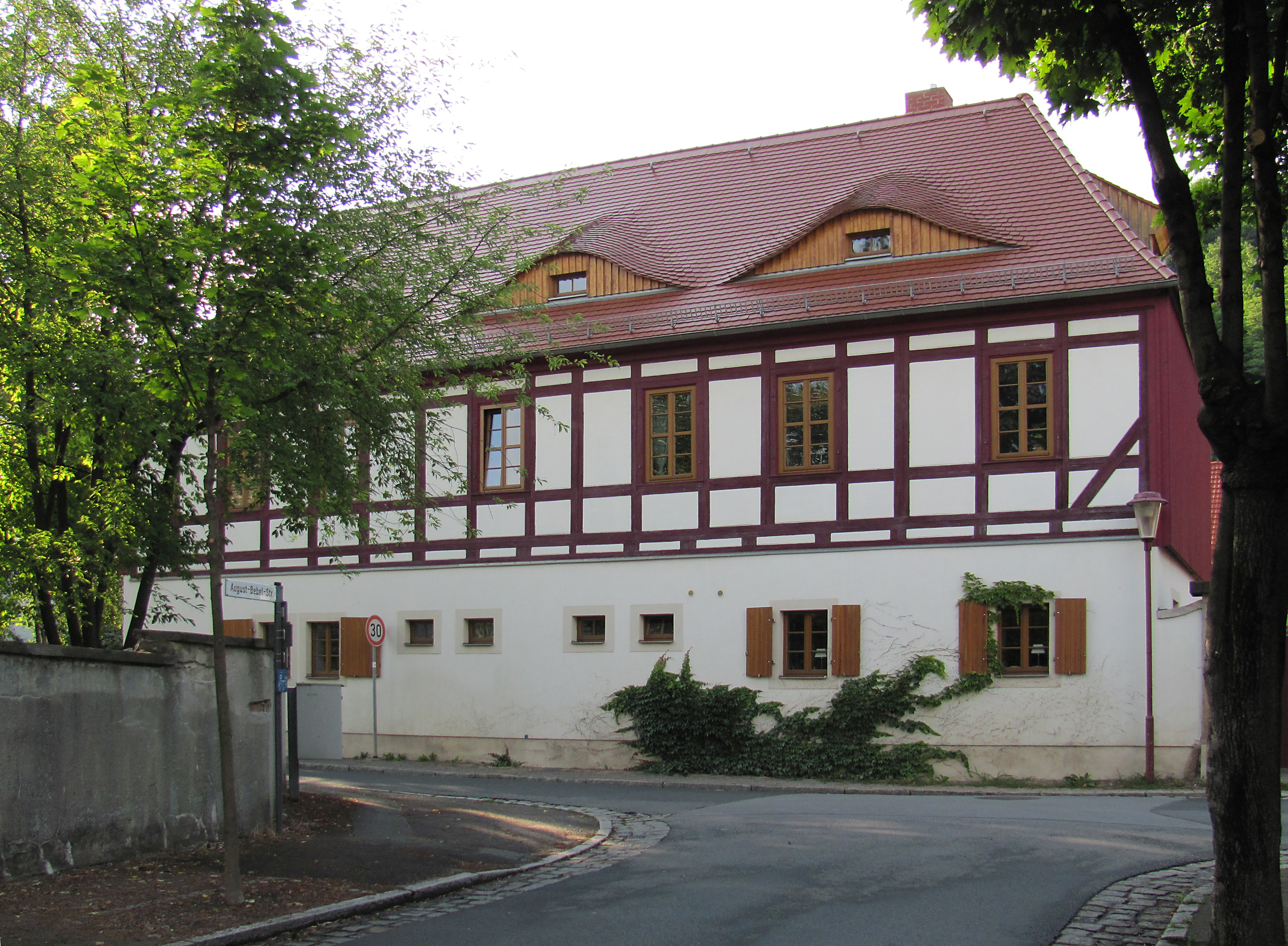
Haus Schmieder, vom Ende der August-Bebel-Straße aus

Das ortstypische Winzerhaus mit der seltenen Oberlaube zum Hof ist ein „Zeugnis für den jahrhundertelangen Weinbau in der Lößnitz, ortsgeschichtlich bedeutend, als weitgehend original erhaltenes bauliches Zeugnis des späten 18. Jahrhunderts auch architekturhistorisch von Belang“.

## Beschreibung

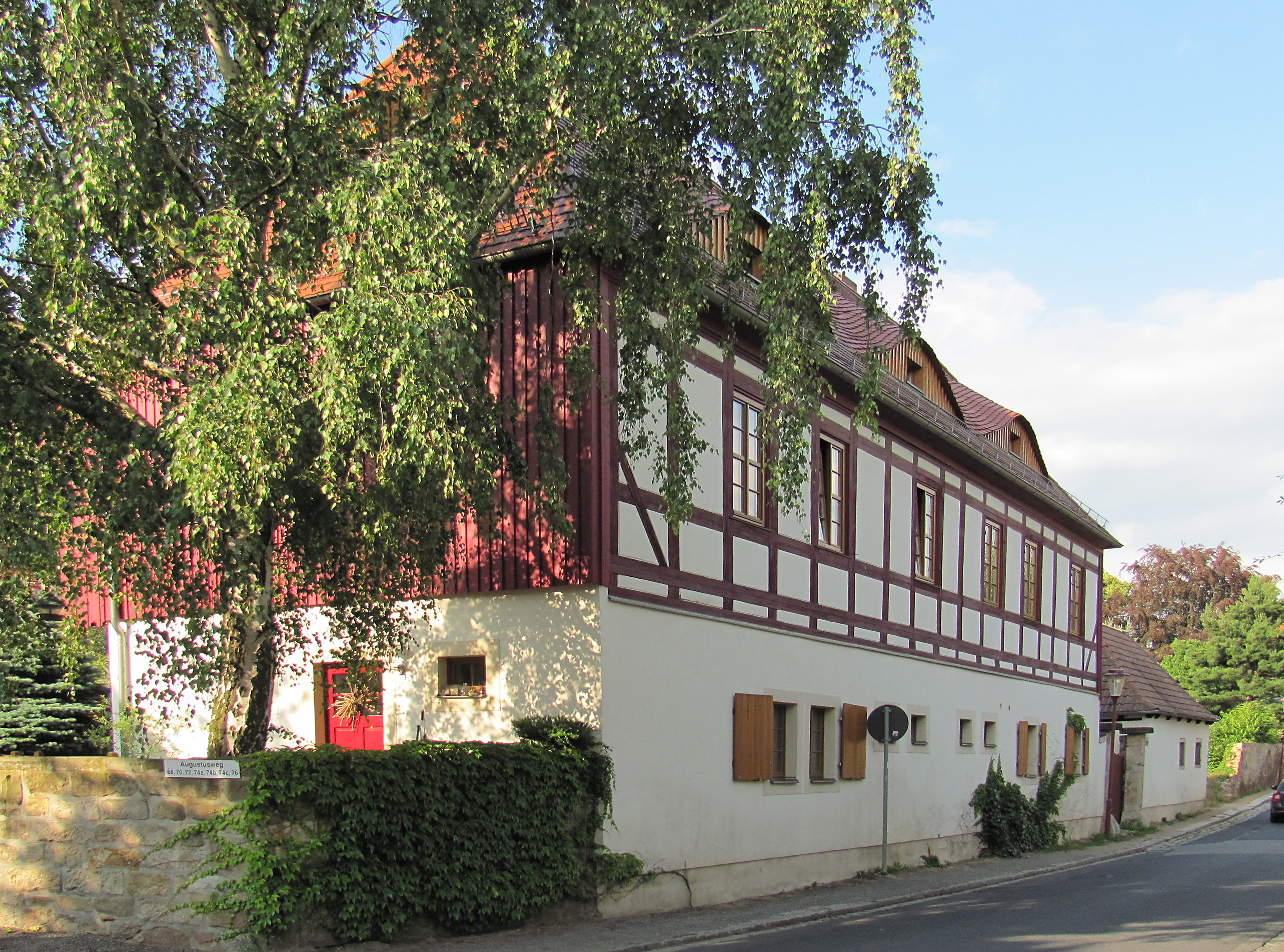
Haus Schmieder, von Westen

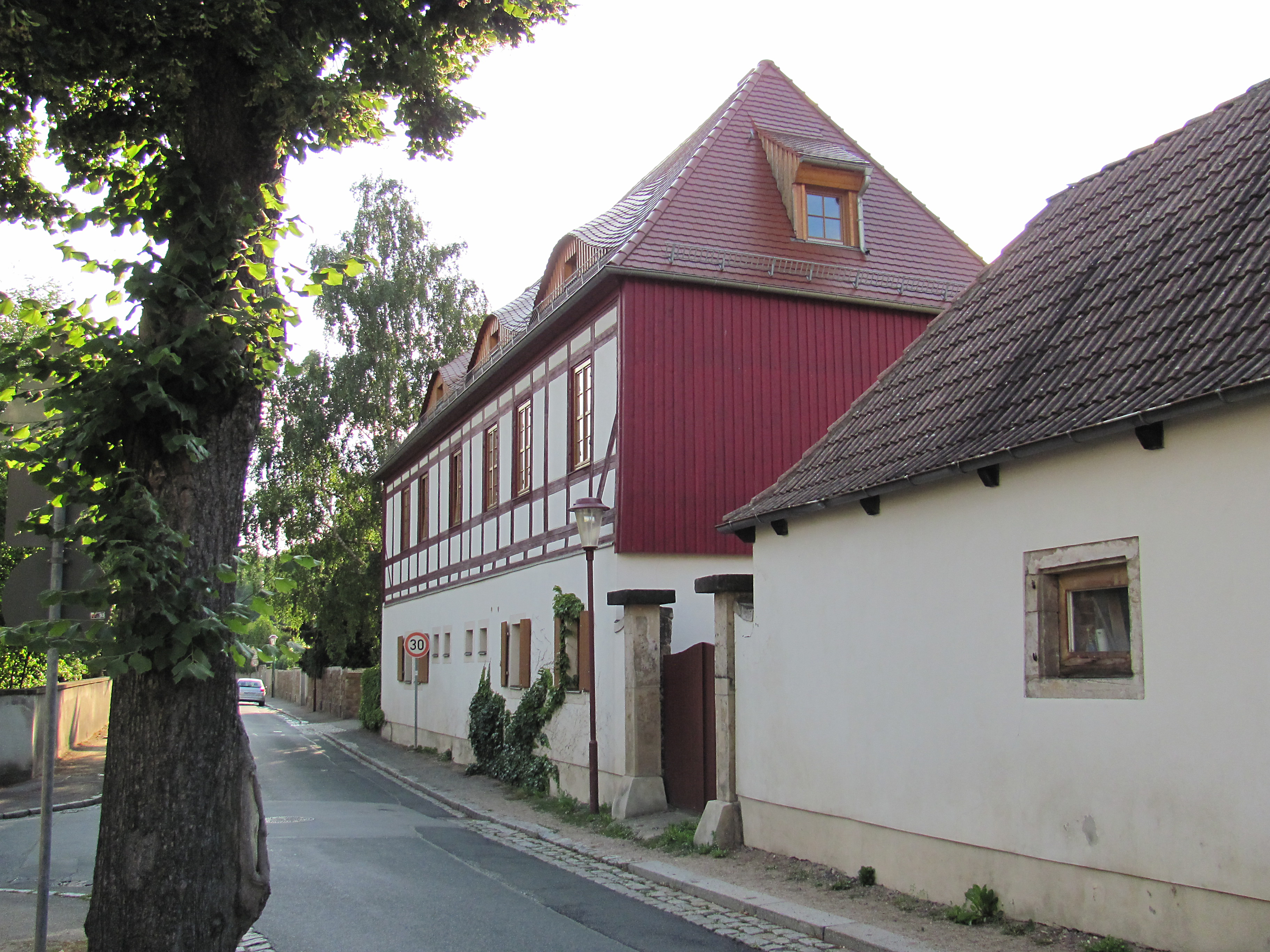
Haus Schmieder, von Osten

Das mitsamt Laubengang, Torpfeilern und Nebengebäude unter Denkmalschutz stehende, zweigeschossige Wohnstallhaus eines Winzerhofs steht traufständig in der Straßenflucht des Augustuswegs, rechts daneben das Eingangstor und dann das eingeschossige Nebengebäude. Beide Gebäude tragen ziegelgedeckte Walmdächer, das Haupthaus mit drei Fledermausgauben zur Straße und jeweils einer Schleppgaube zu den Schmalseiten. Das Dach ist ein einfaches Kehlbalkendach, das durch Mittelstützen sowie Kopf- und Fußstreben versteift wird. Die Kehlbalken sind mit römischen Zahlen durchnummeriert, trotz durchgehender Trennwand vom Erd- bis in das Dachgeschoss zwischen Wohnteil und Wirtschaftsteil.
Das Haupthaus hat ein massives, verputztes Erdgeschoss hauptsächlich aus Bruchstein, das durch Ziegelmauerwerk ausgebessert ist, wo im 20. Jahrhundert Öffnungen geschlossen wurden. Das zur Straße hin sechsachsige Obergeschoss besteht aus Fachwerk. Dieses ist auf den Stirnseiten verbrettert. Im westlichen Wirtschaftsteil bestand ursprünglich eine Durchfahrt, die auf Fotos von 1921 noch zu sehen ist. Die Innentreppe wurde vermutlich erst später ergänzt. Das Haus ist teilunterkellert, durch eine Falltür im Flur wird das Kellergewölbe erschlossen.
Auf der bergseitigen Rückseite des Gebäudes befindet sich rechts ein vorkragender, verbretterter Laubengang. Dieses charakteristische Bauteil „stellt in seinem Erhaltungszustand eine Besonderheit dar.“
Das eingeschossige, verputzte Nebengebäude zeigt auf der Gebäuderückseite ein hölzernes Fenstergewände.
Die Einfahrt besteht aus einfachen Sandsteinpfeilern mit Abdeckplatte und Radabweisern. An einem Pfeiler finden sich die Initialen L.D., die Datierungen 1787 und 1823 sowie die Adressbezeichnung No. 23.

## Geschichte

Augustusweg 76 bis 114 unterhalb der nördlich gelegenen, verwaldeten Steillage. Haus Schmieder steht direkt an der Straße (ganz links), gegenüber der von Süden kommenden August-Bebel-Straße.

Auf der entsprechenden Karte von Hans August Nienborg zu Beginn des 18. Jahrhunderts ist an der Stelle von Haus Schmieder bereits ein Gebäude mit geringeren Maßen eingezeichnet. Aus der Datierung 1787 am linken Torpfosten wird die Schlussfolgerung gezogen, dass das Obergeschoss und die Fachwerkwände im Erdgeschoss aus einer Erweiterung des Gebäudes zu dieser Zeit stammen, als es im Besitz der Familie Schmieder war.
Im Jahr 1790 erwarb Christian Friedrich von Gregory vom weiter westlich gelegenen Haus Sorgenfrei den Weinbergsbesitz. Im Kaufvertrag wurde dieser folgendermaßen beschrieben: „… in der Lößnitzer Flur zwischen Löschischen und vormalen Ludwigschen, anjetzo Freiherrlichen Gregorischen Weinbergen, mit Nr. 23 bezeichneten und in Lehn und Würden habenden Weinberg mit zugehörigen Wohnhaus, worinnen 1 Keller, 1 Winzerstube, und Kammer, die Weinpresse ein Wagenschuppen, ein Kuhstall und Futterkammer. In der ersten Etage 1 Obstkammer, 2 Stuben, 3 Kammern, 1 Küchen … befindlich sind. Ferner mit dem Backhause, einer Scheune wie auch mit dem Unterberge nach 15 1/4 Pfahlhaufen und dem Oberberge nach 27 Pfahlhaufen, … an Ihro Herrn Freiherrns Gregory Hochwohlgeboren um und von eine Kaufsumme von 100 Talern …“. Diese Beschreibung stimmt weitgehend mit der Aufteilung des heutigen Gebäudes überein.
Um 1930 erfolgte der Einbau einer Transformatorenstation in das Nebengebäude mit entsprechenden Veränderungen, die jüngst wieder rückgebaut wurden.
Heute ist Haus Schmieder durch die jetzigen Eigentümer umfänglich restauriert.